# Церква Преподобної Параскеви (Коропуж)
Церква Преподобної Параскеви в Коропужі — парафія і храм греко-католицької громади Української греко-католицької церкви в Коропужах Великолюбінської громади Львівського району Львівської области.

## Відомості
Мурована церква збудована в 1919 році на місці давнього дерев'яного храму, збудованого в 1765 році.
Кількість парафіян: 1840 — 834, 1859 — 925, 1879 — 1,033, 1899 — 1.209, 1926 — 1600, 1938 — 1.439.

## Парохи
- о. Стефан Смольницький ([1828]—1844)[1]
- вакантна посада ([1845])[1]
- о. Йосиф Кокуревич (1845—1876+)[1]
- о. Андрій Савицький (1876—1924+)[1]
- о. Комілій Тура (1917—1924, асистент пароха; 1924—1925, адміністратор)[1]
- о. Євген Куневиф (1925—1926)[1]
- о. Микола Куспіль (1926—1927, адміністратор)[1]
- о. Іван Гринишин (1927—1933)[1]
- о. Михайло Плахта (1933—1935, адміністратор)[1]
- о. Микола Бобровський (1935—[1939])[1]
- о. Іван Громик — нині[2]